# Eupsophus calcaratus
Az Eupsophus calcaratus a kétéltűek (Amphibia) osztályának békák (Anura) rendjébe és az Alsodidae családba, azon belül az Eupsophus nembe tartozó faj.

## Előfordulása
Az Eupsophus calcaratus Patagónia endemikus faja. Argentína déli részén, a Chubut, a Río Negro, és a Neuquén tartományokban, illetve Chilében, a Los Ríos, a Los Lagos, az Aysén és a Magellán-szoros és Chilei Antarktika régiókban honos. A chilei békafajok küözül ennek a fajnak az elterjedési területe a lagnagyobb. Természetes élőhelye a párás Nothofagus mérsékelt égövi erdő. Árnyékos mikroélőhelyeken (mocsarak és patakok szegélyén) fordul elő.

## Megjelenése
Közepes termetű békafaj, testhossza 31–36 mm. A feje a hosszánál szélesebb, pofája lekerekített. Bőre csak enyhén szemcsés, rajta sok folttal és hálós mintázattal. Színe igen változatos, a fején általában jellegzetes, homokóra alakú mintázat látható.
Az ebihalak a talajon lévő, vízzel teli üregekben fejlődnek. Az utódokat a hímek gondozzák, a petékkel és az ebihalakkal maradnak. Az ebihalak endotrófok.

## Természetvédelmi helyzete
A vörös lista a nem fenyegetett fajok között tartja nyilván. A faj a számára kedvező élőhelyeken gyakori. Ennek ellenére az erdőirtás miatti élőhelyvesztés és –romlás, valamint az erdészeti munkálatok okozta vízszennyezés is jelentős veszélyt jelent számára.